# Клейн, Александр Ионович
Александр Ионович (Ионасович, Иванович) Клейн (имя при рождении Александр-Исаак Йонович; 17 июня 1879, Одесса — 1961, Хайфа) — русский, немецкий и израильский архитектор.

## Биография
Родился в Одессе в семье купца второй гильдии Йойны (Йоны, Йонаса) Борисовича Клейна и Розы Самсоновны Флексор, сестры правоведа Д. С. Флексора. Внук известного адвоката и литератора Самсона Менахевича Флексора (1838—1907).
Окончил в 1904 Петербургский институт гражданских инженеров. Соавтор проектов больницы имени Петра Великого в Санкт-Петербурге, больничного комплекса в имении Захарьиных в Москве и др. В 1915—1917 годах заведовал кафедрой архитектуры в Высшей технической школе в Санкт-Петербурге. В 1913 году спроектировал Дом Второго Каменноостровского товарищества устройства постоянных квартир.
В 1921 году эмигрировал в Германию, в 1933 году переехал во Францию. Работал в Европе в области новых планировок и строительства малоэтажных жилых домов. В 1935 году уехал в Палестину. Преподаватель с момента основания (1951) Политехнического института в Хайфе, профессор.